# Almqvist & Wiksell

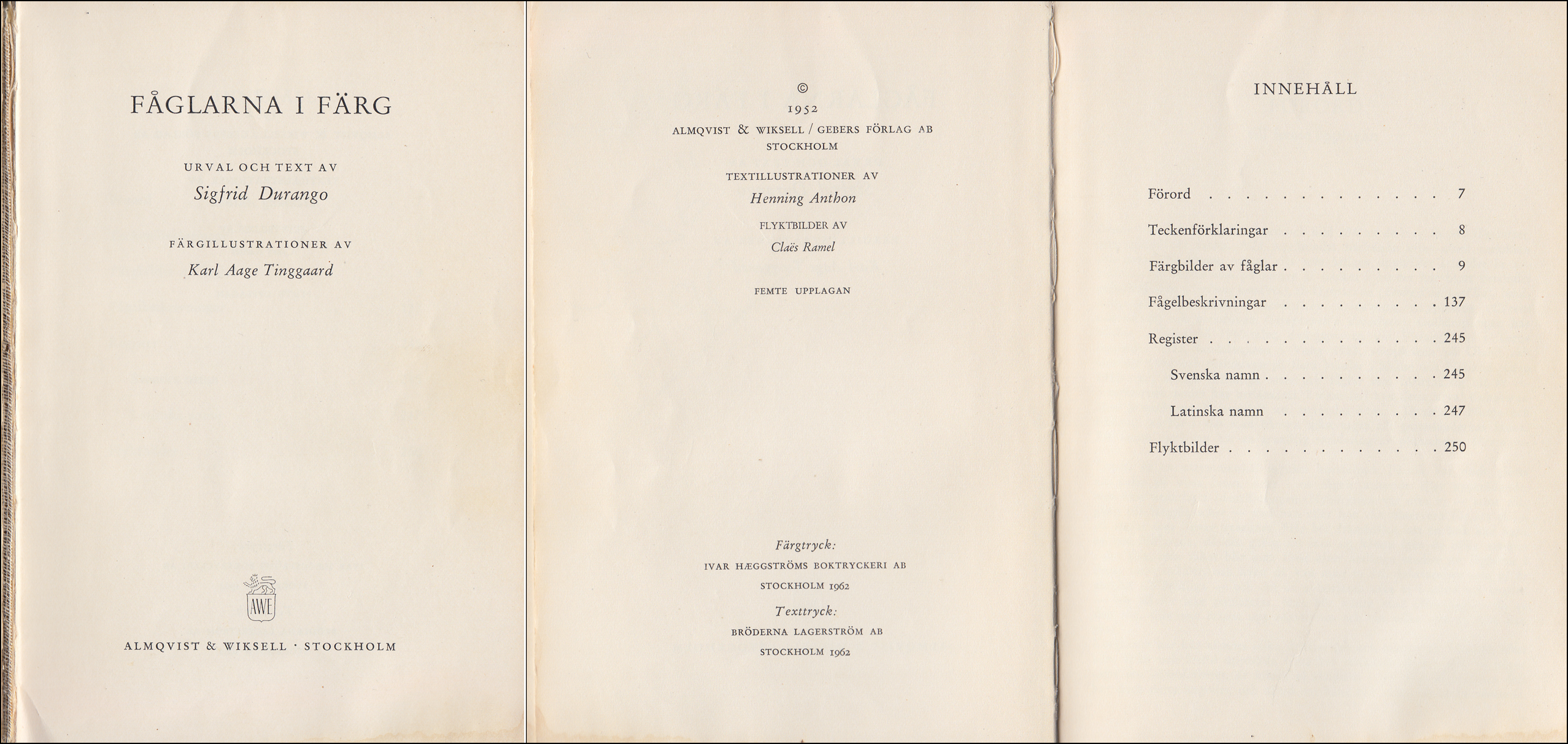
En av Almqvist & Wiksells mest trycka böcker, Fåglarna i Färg av Sigfrid Durango, på bilden den femte upplagan tryckt 1962.

Almqvist & Wiksell har varit ett tryckeri (1882–2005) och ett förlag (1923–1990) och är sedan 1990 ett varumärke för läromedel inom Liberkoncernen.

## Almqvist & Wiksell Tryckeri
Almqvist & Wiksell Tryckeri AB i Uppsala grundades i oktober 1882, då filosofie kandidat Robert Almqvist (1857–1938), son till Ludvig Teodor Almqvist och far till Sven Almqvist, och studenten Julius Wiksell (1855–1897) köpte upp Edquist & Berglunds tryckeri. Bolaget blev aktiebolag 1888. År 1904 erhöll man Kungliga Vetenskapsakademiens privilegium (ensamrätt) på att trycka almanackor, kalendrar och andra liknande arbeten, bland annat Sveriges statskalender. Den första katalogen över kalenderpublikationerna utkom 1906. Privilegiet fanns kvar till 1972.
1923 blev Carl Z Haeggström, som före 1918 varit VD för det av Almqvist & Wiksell uppköpta Hæggströms boktryckeri och bokförlags AB VD för företaget. Företaget ingick i AWT-koncernen, som leddes av familjen Haeggström, fram till 1973 då det köptes upp av Esselte. Almqvist & Wiksell Tryckeri AB köptes av Alfa Print i Sundbyberg år 2000 och försattes i konkurs 2005.
Vid Västra Ågatan i centrala Uppsala finns idag företagshotellet Kaniken liksom biopalatset "Filmstaden". I dessa lokaler stod tidigare tryckpressar som producerade mängder av almanackor, till dess en ny tryckerilokal byggdes vid Rapsgatan i närheten av Uppsalas södra E4-infart. I dessa lokaler inhystes också ett bokbinderi i samma regi. Tryckerirörelsen har upphört, och lokalerna används idag som postterminal, innebandyhall och skola.

## Almqvist & Wiksell Förlag
Almqvist & Wiksell Förlag AB i Stockholm grundades 1923 som dotterbolag till Almqvist & Wiksell Tryckeri AB. År 1928 slogs förlagsverksamheten samman med Hugo Gebers förlag, som samtidigt ombildades till aktiebolaget Almqvist & Wiksell/Gebers Förlag AB (AWG).
Efter flera ägarbyten ingår förlaget sedan 1990 i Liber-koncernen, där det ursprungliga namnet används som varumärke för läromedel.

## Övrigt
Namnet på stadsdelen Almtuna i östra Uppsala har sitt ursprung i företagets namn. 
Bland anställda på Almqvist & Wiksell kallade man sin arbetsplats "Wickes".